# Осада Мангупа
Осада и взятие Мангупа (также осада Феодоро) — боевые действия по захвату столицы православного княжества Феодоро, предпринятые турками-османами под руководством Гедик Ахмед-паши в 1475 году в ходе османского завоевания Крыма. Длительная и упорная осада завершилась кровопролитным штурмом и взятием города. Существование княжества Феодоро и его династии прервалось. Крепость была занята османами и впоследствии именовалась только Мангуп.

## История
Об упорстве обороны города свидетельствует то, что в ходе семи безуспешных попыток штурма (предположительно со стороны южного склона) был полностью уничтожен существовавший на тот момент янычарский корпус султана. Об этом упоминает Эвлия Челеби

Во время завоевания все янычары, рабы султана, пали шехидами в этом месте. 
Недостатка воды у осажденных вероятно не возникло, поскольку на территории Дороса имелись источники. Но запасы пищи иссякли, начался голод.
После пятимесячной осады штурм Дороса в 1475 году оказался успешным, источники упоминают ложное бегство турок, как военную хитрость. Осажденные предприняли вылазку, возможно чтобы пополнить припасы, и попали в подготовленную засаду, отрезавшую им путь назад. Для засады использовалась одна из пещер.
Княжество Феодоро прекратило своё существование и вошло в состав Османской империи. Семья князя Александра за исключением малолетнего сына Кеналби (Кемаль-бея) была вырезана.
Уставшие и разозлённые долгой осадой турки устроили резню защитников крепости, что подтверждается и археологами — на плато Мангупа при раскопках Большой базилики, проводившихся Н. И. Барминой, были обнаружены гробницы, на последнем этапе существования храма буквально забитые скелетами — до семнадцати в одной из них, причем многие черепа имели следы ударов тяжелым тупым орудием. У многих скелетов были отрублены верхние или нижние конечности. Захоронения обнаруживались в самых неожиданных местах. В качестве могил использовались выемки винодавилен (тарапанов), а иногда тела просто на ровном месте присыпали землей и камнями.
Руководивший осадой Гедик Ахмед-паша был позже 18 ноября 1482 года казнён по указу султана в ходе внутридворцовой борьбы. Однако одним из формальных поводов стали именно потери при взятии Дороса.

## Последующие события в Крыму
После завоевания из бывших земель княжества был образован Мангупский кадылык, который входил в состав эялета (провинции) с центром в Кефе (Феодосии). Земли домена султана, на которых проживало христианское население, находились вне юрисдикции крымских ханов. Татарам даже было запрещено на них селиться. Языком части местных христиан был ныне вымерший диалект готского, источником сведений о котором является письмо австрийского дипломата Ожье Гислена де Бусбека, датированное 1562 годом, и опубликованный впервые в 1589 году. Письмо содержит список из 96 слов и фраз, а также песню на готском языке, которую дипломат услышал от крымчан, которые находились в Константинополе. Потомки переживших в горах резню христиан после Русско-турецкой войны в 1779 году были переселены в Российскую Империю, в Северное Приазовье.